# Règles de golf
« Jouez la balle là où elle repose, jouez le parcours tel qu’il est et si vous ne pouvez faire ni l’un ni l’autre faites ce qui est juste. »
Les règles de golf sont un ensemble de prescriptions relatives à la pratique du golf. Elles se composent de l'étiquette, de définitions, de 34 règles et d'appendices.
Extrait (Règle 1-1. Règle générale) : Le jeu de golf consiste à jouer une balle avec un club depuis l'aire de départ jusque dans le trou en la frappant d'un coup ou de coups successifs conformément aux Règles.

## Instances nationales et internationale
Le R&A Rules Limited établit, interprète et rend les décisions relatives aux règles de golf ainsi qu'aux règles applicables au statut de joueur amateur. Ces règles sont réexaminées et adaptées périodiquement. Avant 2004, cette responsabilité relevait du Royal and Ancient Golf Club of St Andrews.
En France, c'est la Fédération française de golf qui traduit ces règles. La version en vigueur est la 33e édition, applicable depuis le 1er janvier 2016. Cette version avait notamment interdit l'ancrage du club qui pouvait constituer une aide à l'exécution d'un coup.
La 34e version des règles de golf sera applicable dès le 1er janvier 2019. Elles ont été simplifiées et ne comportent plus que 24 règles. Ces nouvelles règles se veulent plus modernes, plus justes et plus faciles à lire avec une utilisation accrue de schémas explicatifs. Parmi les changements notables, on peut citer par exemple le temps de recherche d'une balle qui passe de 5 à 3 minutes pour améliorer le rythme des parties. De plus, la double touche de balle ou toucher le sable du bunker avec le club ne sont plus pénalisantes dans certaines conditions.

## Évolution des règles
Les règles de golf, éditées par le R&A, sont révisées tous les 4 ans et amendées par ce que l'on appelle les Décisions, sorte de jurisprudence du golf et qui sont révisées tous les deux ans.
Il arrive cependant que les règles soient révisées en cours de période à la suite d'événements bien précis. En 2018, le golfeur professionnel Bryson DeChambeau a utilisé un compas pour ajouter une note sur son carnet de parcours, pendant un tour de compétition sur un tournoi du PGA Tour, le Traveler's Championship. Une enquête a été diligentée par l'USGA et du Royal & Ancient, ce qui a conduit à la rédaction d'une mise à jour de la règle 14-3 sur la lecture d'un green.
A chaque avancée technologique, les législateurs tentent d'apporter une réponse rapide pour garantir l'esprit du jeu.

## Règles de golf
L'étiquette définit les règles de comportement sur le terrain.
Les définitions définissent les termes employés dans les règles.
Les Règles :
- Section 1 : Étiquette
- Section 2 : Définitions
- Section 3 : Les règles
  - Le Jeu
    - Règle 1 : Le jeu
    - Règle 2 : Le Match-play
    - Règle 3 : Le Stroke-play

  - Les clubs et la Balle
    - Règle 4 : Les clubs
    - Règle 5 : La balle

  - Responsabilité du joueur
    - Règle 6 : Le joueur
    - Règle 7 : Entraînement
    - Règle 8 : Conseil, indication de la ligne de jeu
    - Règle 9 : Renseignement sur les coups réalisés

  - Ordre de jeu
    - Règle 10 : Ordre de jeu

  - Aire de départ
    - Règle 11 : Aire de départ

  - Jouer la balle
    - Règle 12 : Chercher et identifier la balle
    - Règle 13 : Balle jouée comme elle repose
    - Règle 14 : Frapper la balle
    - Règle 15 : Balle substituée, mauvaise balle

  - Le Green
    - Règle 16 : Le green
    - Règle 17 : Le drapeau

  - Balle déplacée, déviée ou arrêtée
    - Règle 18 : Balle au repos déplacée
    - Règle 19 : Balle en mouvement déviée ou arrêtée

  - Situations de dégagement et procédure
    - Règle 20 : Relever, dropper et placer; joueur d'un mauvais endroit
    - Règle 21 : Nettoyer la balle
    - Règle 22 : Balle aidant ou gênant le jeu
    - Règle 23 : Détritus
    - Règle 24 : Obstructions
    - Règle 25 : Terrains en conditions anormales, balle enfoncée et mauvais green
    - Règle 26 : Obstacles d'eau (y compris obstacles d'eau latéraux)
    - Règle 27 : Balle perdue ou hors-limites, balle provisoire
    - Règle 28 : Balle injouable

  - Autres formules de jeu
    - Règle 29 : Threesome et Foursome
    - Règle 30 : Match play à trois balles, Match play à quatre balles
    - Règle 31 : Stroke play à quatre balles
    - Règle 32 : Compétition contre bogey, Compétition Contre le Par et Stableford

  - Administration
    - Règle 33 : Le Comité
    - Règle 34 : Contestations et décisions.
- Appendice 1 : Règles locales - Règles locales types - Règlement de la compétition
- Appendice 2 : Conception des clubs
- Appendice 3 : La balle

En plus des règles, il existe des décisions sur les règles, sous forme de question et de réponse, qui permettent de clarifier un point particulier d'une règle où il y aurait des doutes ou des interprétations différentes selon les arbitres. Au règlement de portée générale, peuvent s'ajouter des règles locales propres au parcours où se déroule un tournoi.